# دينيز محمد
دينيز محمد (بالإنجليزية: Deniz Mehmet)‏ هو لاعب كرة قدم بريطاني في مركز حراسة المرمى، ولد في 19 سبتمبر 1992 في منطقة أنفيلد في المملكة المتحدة. لعب مع تشارلتون أثلتيك ووست هام يونايتد.

## وصلات خارجية
- دينيز محمد على موقع اتحاد تركيا (لاعب) (الإنجليزية)
- دينيز محمد على موقع قاعدة بيانات كرة القدم.إي يو (الإنجليزية)
- دينيز محمد على موقع Soccerway.com (الإنجليزية)